# 大漠大智控
深圳大漠大智控技术有限公司是中國廣東深圳市的科技公司，成立於2016年，主要供應無人機集群控制方案。該公司是最多架次無人機表演的紀錄保持者。